# 3713-as busz
A 3713-as jelzésű autóbuszvonal Edelény és Irota (Edelény – Lak – Tomor – Homrogd – Irota) között húzódó helyközi vonal, amelyet a Volánbusz Zrt. üzemeltet.

## Útvonala
Az edelényi autóbusz-állomásról indul. A települést a Miskolc–Tornanádaska-vasútvonalon való áthajtása után hagyja el. A Cserehát dombságain át Damakot éri el, nemsokkal később egy megállóval szolgálja ki Hegymeget. Ezután Lak nyugati részébe tér ki, majd Tomorra is, azonban a vonal különlegessége, hogy Homrogdon át és a tőle nemmessze található Alsóvadászon keresztül Szikszó is érintett tanítási napokon. Visszatér Lakra, legvégül Szakácsi zsákfaluba betér, majd végállomását, Irotát érinti.
Ellentétes irányban nincs indítása.

## Közlekedése
Indításszáma nem jelentős, az Edelény–Irota szakasz a 3711-es és a 4094-es buszéval is megegyezik, szikszói kitérés nélkül.
| Viszonylat                                   | Közlekedési rend | Indításszám               |
| -------------------------------------------- | ---------------- | ------------------------- |
| Edelény, aut. áll. ➝ Szikszó, Táncsics u.    | 1 oda            | tanítási napokon          |
| Edelény, aut. áll. ➝ Irota, tűzoltószertár   | 1 oda            | tanszünetben munkanapokon |
| Szikszó, Táncsics u. ➝ Irota, tűzoltószertár | 1 oda            | tanítási napokon          |

## Megállóhelyei
| 0                                                    | Edelény, autóbusz-állomás végállomás        | 0.0 km  | 3703, 3704, 3707, 3708, 3709, 3711, 3772, 3774, 3775, 3776, 3793, 3795, 4040, 4041, 4043, 4044, 4092, 4093, 4094 |
| 1                                                    | Edelény, vasútállomás bejárati út           | 0.9 km  | 3711, 3775, 4040, 4094 személyvonat – Edelény [94.]                                                              |
| 2                                                    | Ürgéskút                                    | 5.5 km  | 3711, 4094 |
| 3                                                    | Damak, bolt                                 | 7.2 km  | 3711, 4094 |
| 4                                                    | Damak, tűzoltószertár                       | 7.6 km  | 3711, 4094 |
| 5                                                    | Hegymeg, községháza                         | 11.0 km | 3711, 4094 |
| 6                                                    | Lak, kultúrház                              | 12.8 km | 3711, 4094 |
| 7                                                    | Lak, Kossuth utca 55.                       | 13.5 km | 3711, 4094 |
| 8                                                    | Lak, Petőfi utca                            | 13.8 km | 3711, 4094 |
| 9                                                    | Lak, Kossuth utca forduló                   | 14.4 km | 3711, 4094 |
| 10                                                   | Lak, Petőfi utca                            | 15.0 km | 3711, 4094 |
| 11                                                   | Lak, Kossuth utca 55.                       | 15.3 km | 3711, 4094 |
| 12                                                   | Lak, kultúrház                              | 16.0 km | 3711, 4094 |
| 13                                                   | Tomor, mezőgazdasági üzem                   | 17.3 km | 3711, 4094 |
| 14                                                   | Tomor, autóbusz-váróterem                   | 18.3 km | 3711, 3717, 4094                                                                                                 |
| 15                                                   | Tomor, Kossuth utca 102.                    | 18.9 km | 3711, 3717, 3718, 4094                                                                                           |
| Tanszünetben munkanapokon 1 alkalommal nem érintett. |                                             |         | |
| 16                                                   | Tomori elágazás                             | 22.8 km | 3712, 3717, 3718                                                                                                 |
| 17                                                   | Homrogd, autóbusz-forduló                   | 23.6 km | 3710, 3712, 3717, 3718                                                                                           |
| 18                                                   | Homrogd, körzeti iskola                     | 24.1 km | 3710, 3712, 3717, 3718                                                                                           |
| 19                                                   | Homrogd, faluház                            | 24.6 km | 3710, 3712, 3717, 3718                                                                                           |
| 20                                                   | Homrogd, Kossuth utca 34.                   | 25.6 km | 3710, 3712, 3717, 3718                                                                                           |
| 21                                                   | Újtanya                                     | 26.3 km | 3710, 3712, 3717, 3718                                                                                           |
| 22                                                   | Alsóvadász, Béke utca                       | 29.4 km | 3710, 3712, 3717, 3718                                                                                           |
| 23                                                   | Alsóvadász, községháza                      | 30.0 km | 3710, 3712, 3717, 3718                                                                                           |
| 24                                                   | Alsóvadász, Fő út 143.                      | 30.8 km | 3710, 3712, 3717, 3718                                                                                           |
| 25                                                   | Szikszó, SZATEV telep                       | 33.3 km | 3710, 3712, 3717, 3718                                                                                           |
| 26                                                   | Szikszó, malom                              | 34.1 km | 3710, 3712, 3717, 3718                                                                                           |
| 27                                                   | Szikszó, Táncsics utca vonalközi végállomás | 35.0 km | 3710, 3712, 3715, 3716, 3717, 3718, 3719, 3720, 3721, 3722, 3723, 3728                                           |
| 28                                                   | Szikszó, malom                              | 35.9 km | 3710, 3712, 3717, 3718                                                                                           |
| 29                                                   | Szikszó, SZATEV telep                       | 36.7 km | 3710, 3712, 3717, 3718                                                                                           |
| 30                                                   | Alsóvadász, Fő út 143.                      | 39.2 km | 3710, 3712, 3717, 3718                                                                                           |
| 31                                                   | Alsóvadász, községháza                      | 40.0 km | 3710, 3712, 3717, 3718                                                                                           |
| 32                                                   | Alsóvadász, Béke utca                       | 40.6 km | 3710, 3712, 3717, 3718                                                                                           |
| 33                                                   | Újtanya                                     | 43.7 km | 3710, 3712, 3717, 3718                                                                                           |
| 34                                                   | Homrogd, Kossuth utca 34.                   | 44.4 km | 3710, 3712, 3717, 3718                                                                                           |
| 35                                                   | Homrogd, faluház                            | 45.4 km | 3710, 3712, 3717, 3718                                                                                           |
| 36                                                   | Homrogd, körzeti iskola                     | 45.9 km | 3710, 3712, 3717, 3718                                                                                           |
| 37                                                   | Homrogd, autóbusz-forduló                   | 46.4 km | 3710, 3712, 3717, 3718                                                                                           |
| 38                                                   | Tomori elágazás                             | 47.2 km | 3712, 3717, 3718                                                                                                 |
| 39                                                   | Tomor, Kossuth utca 102.                    | 51.1 km | 3711, 3717, 3718, 4094                                                                                           |
| 40                                                   | Tomor, autóbusz-váróterem                   | 51.7 km | 3711, 3717, 4094                                                                                                 |
| 41                                                   | Tomor, mezőgazdasági üzem                   | 52.7 km | 3711, 4094 |
| 42                                                   | Lak, kultúrház                              | 54.0 km | 3711, 4094 |
| 43                                                   | Szakácsi elágazás                           | 58.4 km | 3711, 4094 |
| 44                                                   | Szakácsi, községháza                        | 58.9 km | 3711, 4094 |
| 45                                                   | Szakácsi elágazás                           | 59.4 km | 3711, 4094 |
| 46                                                   | Irota, Petőfi út 20.                        | 60.8 km | 3711, 4094 |
| 47                                                   | Irota, tűzoltószertár végállomás            | 61.4 km | 3711, 4094 |